# Mike Vernon
Michael William Hugh Vernon, detto Mike (Harrow, 20 novembre 1944), è un produttore discografico britannico.
Ha prodotto album per artisti e gruppi blues britannici negli anni '60, lavorando con i Bluesbreakers, David Bowie, Duster Bennett, Savoy Brown, Chicken Shack, Climax Blues Band, Eric Clapton, Fleetwood Mac, Peter Green, Danny Kirwan, John Mayall, Christine McVie e Ten Years After, tra gli altri.

## Biografia
Vernon è meglio conosciuto come fondatore dell'etichetta discografica blues, Blue Horizon. Lavorò presso la Decca Records a partire dal 1963. Lavorò come produttore per la collaborazione Mayall-Clapton, Blues Breakers con Eric Clapton (1966).
Nel 1973 Vernon pubblicò un album solista, Moment of Madness. Fu anche membro degli Olympic Runners (1974-1979) e lavorò come produttore per loro. Fu produttore e membro dei Rocky Sharpe and the Replays (1979-1983). Con i Replay cantò da basso con lo pseudonimo di Eric Rondo. Fondò le etichette discografiche Indigo e Code Blue negli anni '90.
Vernon uscì dalla pensione per produrre l'album di Dani Wilde Shine e il secondo album del prodigio blues britannico, Oli Brown. L'album di Brown intitolato Heads I Win, Tails You Lose fu pubblicato nel marzo 2010.
Nell'ottobre 2013, Vernon fu premiato con un BASCA Gold Badge Award, in riconoscimento del suo contributo esemplare alla musica.
Il 7 settembre 2018 fu pubblicato il primo album di Vernon attraverso la Manhaton Records, Beyond The Blues Horizon. Comprendeva dodici tracce, tra cui nove nuovi originali e tre cover dai cataloghi di Brook Benton, Mose Allison e Clarence "Frogman" Henry. L'uscita dell'album fu accompagnata da un tour europeo come "Mike Vernon & The Mighty Combo". La band di Vernon, The Mighty Combo, era composta da Kid Carlos (chitarra), Ian Jennings (contrabbasso), Matt Little (tastiere), Paul Tasker (sassofono) e Mike Hellier (batteria).

## Album prodotti (discografia parziale)
- 1965 – Five Long Years – Eddie Boyd
- 1966 – Bluesbreakers with Eric Clapton – John Mayall & the Bluesbreakers
- 1966 – Art Gallery – The Artwoods
- 1966 – "The London Boys" – David Bowie
- 1966 – "Rubber Band" – David Bowie
- 1966 – Sound of Sitar – Chim Kothari
- 1967 – Champion Jack Dupree and His Blues Band – Champion Jack Dupree featuring Mickey Baker
- 1967 – "Love You Till Tuesday" – David Bowie
- 1967 – The Blues Alone – John Mayall
- 1967 – A Hard Road – John Mayall & the Bluesbreakers
- 1967 – Crusade — John Mayall & the Bluesbreakers
- 1967 – David Bowie – David Bowie
- 1967 – Eddie Boyd and His Blues Band – Eddie Boyd (Note di copertina)
- 1967 – Raw Blues – Various Artists
- 1967 – Shake Down – Savoy Brown
- 1967 – Ten Years After – Ten Years After
- 1968 – The 1968 Memphis Country Blues Festival – Various Artists
- 1968 – Roosevelt Holts: Presenting The Country Blues (Produzione)
- 1968 – 40 Blue Fingers, Freshly Packed and Ready to Serve – Chicken Shack
- 1968 – 7936 South Rhodes – Eddie Boyd
- 1968 – Bare Wires – John Mayall & the Bluesbreakers
- 1968 – Blues from Laurel Canyon – John Mayall
- 1968 – Long Overdue – Gordon Smith
- 1968 – Diary of a Band, Vol. 1 – John Mayall & the Bluesbreakers
- 1968 – Diary of a Band, Vol. 2 – John Mayall & the Bluesbreakers
- 1968 – Getting to the Point – Savoy Brown
- 1968 – Last Night's Dream – Johnny Shines
- 1968 – Fleetwood Mac – Fleetwood Mac
- 1968 – Mr. Wonderful – Fleetwood Mac
- 1968 – Undead – Ten Years After (Note di copertina)
- 1968 – Fully Interlocking – The Web
- 1968 – Memphis Hot Shots – Bukka White (Produzione, note di copertina, foto)
- 1969 – 100 Ton Chicken – Chicken Shack
- 1969 – The Biggest Thing Since Colossus – Otis Spann (Note di copertina)
- 1969 – Blue Matter – Savoy Brown (Percussioni, arrangiamento, assistenza)
- 1969 – Fleetwood Mac in Chicago/Blues Jam in Chicago, Vols. 1-2 – Fleetwood Mac
- 1969 – English Rose – Fleetwood Mac
- 1969 – First Slice – Jellybread
- 1969 – Heavy Blues – Champion Jack Dupree
- 1969 – Looking Back – John Mayall (Note di copertina)
- 1969 – Midnight Jump – Sunnyland Slim
- 1969 – O.K. Ken? – Chicken Shack
- 1969 – Fiends And Angels – Martha Veléz
- 1969 – Patent Pending – The Johnny Almond Music Machine
- 1969 – The Pious Bird of Good Omen – Fleetwood Mac
- 1969 – A Step Further – Savoy Brown (Percussioni, campanelli)
- 1969 – Stonedhenge – Ten Years After (Voce)
- 1969 – Presenting the Country Blues/Furry Lewis (Produzione, note di copertina)
- 1969 – Presenting the Country Blues/Mississippi Joe Callicott (Produzione, note di copertina)
- 1970 – Theraphosa Blondi – The Web
- 1970 – Stars of the 1969–1970 Memphis Country Blues Festival – Various Artists
- 1970 – Grease One for Me – Bacon Fat
- 1970 – White Hot Blue Black – John L. Watson
- 1970 – In and Out of Focus – Focus (Note di copertina, supervisione)
- 1970 – The End of the Game – Peter Green
- 1970 – Accept – Chicken Shack
- 1971 – Black Magic Woman – Fleetwood Mac
- 1971 – Bring It Back Home – Mike Vernon (Armonica, percussioni, voce)
- 1971 – The Original Fleetwood Mac – Fleetwood Mac
- 1971 – Moving Waves – Focus (Note di copertina, supervisione)
- 1971 – Rick Hayward – Rick Hayward (Note di copertina)
- 1971 – Thru the Years – John Mayall
- 1972 – Alvin Lee and Company – Ten Years After
- 1972 – Discovering the Blues – Robben Ford
- 1972 – Focus 3 – Focus (Supervisione, corista)
- 1972 – Rocking At the Tweed Mill – Livin' Blues
- 1973 – At the Rainbow – Focus (Supervisione)
- 1973 – History of British Blues Vol. 1 (Various Artists) (Produzione, note di copertina e su una canzone)
- 1973 – Ram Jam Josey – Livin' Blues
- 1974 – Burglar – Freddie King (Percussioni)
- 1974 – Hamburger Concerto – Focus
- 1975 – Larger Than Life – Freddie King (Percussioni)
- 1975 – Love Is a Five Letter Word – Jimmy Witherspoon (Percussioni)
- 1975 – Out in Front – Olympic Runners (Percussion)
- 1975 – Vintage Years – Fleetwood Mac
- 1976 – Do You Wanna Do a Thing – Bloodstone
- 1976 – Gold Plated – Climax Blues Band
- 1976 – Live – Jimmy Witherspoon & Robben Ford (Produzione esecutiva, montaggio, mixaggio)
- 1977 – Best of Savoy Brown – Savoy Brown
- 1977 – Edwin Starr – Edwin Starr (Tamburello, vibraslap)
- 1977 – Hot to Trot – Olympic Runners (Percussioni, voce)
- 1977 – On the Line – Foster Brothers
- 1977 – Ship of Memories – Focus
- 1977 – Soul Survivors – Diversions
- 1978 – Focus con Proby – Focus (Note di copertina, supervisione)
- 1978 – Puttin' It Onya - Olympic Runners (Percussioni, voce)
- 1979 – Let It Roll – Dr. Feelgood
- 1979 – Out of the Ground – Olympic Runners (Percussioni)
- 1979 – Rama Lama – Rocky Sharpe and the Replays
- 1980 – Rock-It-To Mars – Rocky Sharpe and the Replays
- 1980 – Let's Go (Shout! Shout!) – Rocky Sharpe and the Replays
- 1981 – Level 42 – Level 42
- 1982 – The Pursuit of Accidents – Level 42
- 1983 – Stop! Please Stop! – Rocky Sharpe and the Replays
- 1983 – Good Rockin' Tonight – Johnny & the Roccos (Produzione)[8]
- 1984 – End of the Line – Pete McDonald
- 1985 – Graffiti – New Jordal Swingers
- 1986 – Mad Man Blues – Dr. Feelgood
- 1986 – On the Loose – Steve Gibbons
- 1987 – Hat Trick – Blues 'N' Trouble (Percussioni)
- 1987 – Guitar Guitar – 32/20
- 1988 – Crossroads – Eric Clapton
- 1988 – Great British Psychedelic Trip, Vol. 1, 1966-69 – Various Artists
- 1988 – John Mayall and the Bluesbreakers – John Mayall
- 1988 – Roachford – Roachford
- 1988 – Songs For The Weekend – New Jordal Swingers
- 1989 – Level Best – Level 42
- 1989 – Singles – The UA Years – Dr. Feelgood
- 1989 – Steel & Fire – The Mick Clarke Band (Ingegnere)
- 1989 - Mick 'Wildman' Pini  – Mick Pini
- 1989 – Storyteller - The Complete Anthology: 1964–1990 – Rod Stewart
- 1990 – Blues It Up – Dana Gillespie (Percussioni)
- 1991 – That's What The Blues Can Do – The Innes Sibun Blues Explosion (Production)[9]
- 1991 – Second Sight – Chris Youlden (Voce, ingegnere)
- 1992 – 25 Years - The Chain – Fleetwood Mac
- 1992 – Attack of the Atomic Guitar – U.P. Wilson (Ingegnere, mixaggio)
- 1992 – Blue Lightning – Lightnin' Slim (Mixaggio)
- 1992 – Blues, the Whole Blues & Nothing But the Blues – Jimmy Witherspoon (Percussioni, ingegnere, mixaggio, note di copertina)
- 1992 – Chiswick Story – Various Artists
- 1992 – Delta Bluesman – David Honeyboy Edwards
- 1993 – Dog Days Are Over – The Scabs
- 1993 – Delta Hurricane – Larry McCray
- 1993 – Clima Raro – Danza Invisible
- 1994 – Live Dog – The Scabs
- 1994 – Sound Like This – The Hoax
- 1994 – Al Compás de la Banda – Danza Invisible
- 1995 – Dos Caras Distintas – Los Secretos
- 1996 – A Man Amongst Men – Bo Diddley (Produzione, note di copertina, percussioni)
- 1997 – Me To You – Eric Bibb (Produzione, corista, percussioni)
- 1998 – Swango – Candye Kane (Produzione, corista, tamburello)
- 1999 - Blues Gonna Be My Way  – Mick Pini
- 1999 – The Complete Blue Horizon Sessions 1967–1969 – Fleetwood Mac (Produzione)
- 2007 – The Complete Blue Horizon Sessions – Otis Spann (Produzione)
- 2007 – Furry Lewis & Mississippi Joe Callicott – The Complete Blue Horizon Sessions (Produzione, note di copertina, foto)
- 2007 – The 1968 Memphis Country Blues festival – Bukka White The Complete Blue Horizon Sessions (Produzione, note di copertina, foto)
- 2008 – The Complete Blue Horizon Sessions – Jellybread (Produzione, note di copertina)
- 2008 – The Complete Blue Horizon Sessions – Top Topham (Produzione, note di copertina)
- 2008 – The Complete Blue Horizon Sessions – Key Largo (Produzione, note di copertina)
- 2008 – The Complete Blue Horizon Sessions – Gordon Smith (Produzione, note di copertina)
- 2008 – The Complete Blue Horizon Sessions – Eddie Boyd (Produzione, note di copertina)
- 2008 – The Complete Blue Horizon Sessions – Champion Jack Dupree (Produzione, note di copertina)
- 2010 – Heads I Win, Tails You Lose – Oli Brown (Produzione)
- 2010 – Shine – Dani Wilde (Produzione)
- 2010 – Fun to Visit – Mingo & The Blues Intruders[10] (Produzione)
- 2015 - Just A Little Bit - Mike Vernon & Los García[11] (Voce e kazoo - Produzione e note di copertina)
- 2016 – Take Me High – Laurence Jones[12]